# André Lefèvre (författare)
André Lefèvre, född den 9 november 1834 i Provins, Seine-et-Marne, död den 16 november 1904 i Paris, var en fransk skriftställare. 
Lefèvre debuterade 1857 med en finanshistorisk skrift och anställdes vid nationalarkivet. Han skrev delar av L'histoire de France par les monuments, var länge kritiker i Illustration, blev 1871 ledare av den litterära avdelningen i République française och deltog i stiftandet av tidskrifterna La libre pensée och La pensée nouvelle. Lefèvres diktsamlingar La flûte de Pan (1861; 2:a upplagan 1862) och La lyre intime (1864) röjer djup naturkänsla. Vidare märks L'épopée terrestre (1868), Religions et mythologies comparées (samma år), La philosophie (1878) och L'homme à travers les âges (1880). Lefèvre översatte Vergilius Bucolica, Kalidasas Meghadūta (1866) och Lucretius (1876), varjämte han utgav arbeten av Montesquieu, Voltaire och Diderot.